# Childebert al II-lea
Childebert al II-lea a fost un rege merovingian al Austrasiei (n. 6 aprilie 570 d.Hr. – d. martie 596 d.Hr.) și rege al Burgundiei (592-595).

## Viață
A moștenit regatul francilor de est al Austrasiei în 575, la moartea tatălui său Sigebert I, în primii ani de domnie aflându-se sub regența mamei sale, Brunhilda de Austrasia⁠(en)[traduceți]. Aceasta era în relații ostile cu regele Chilperic de Soissons, unchiul lui Childebert.
În 575 un alt unchi al său, Guntram de Burgundia, a intervenit în sprijinul său, spre a proteja teritoriile sudice de Chilperic. În 577, Guntram l-a adoptat pe Childebert și l-a declarat moștenitor al său.
Alianța între Austrasia și Burgundia a fost ruptă pentru puțin timp, în 581, când și Chilperic l-a adoptat pe Childebert, dar Guntram l-a răscumpărat pe Childebert prin cesionare de teritorii.
După moartea lui Chilperic, în 584, Childebert, devenit major, a "purjat" nobilimea din Austrasia și, intrând într-o pretinsă alianță cu Imperiul Bizantin, s-a angajat într-o serie de campanii fără succes (dar profitabile) împotriva Lombardiei și Italiei.
După ce s-a împăcat cu Guntram, care l-a recunoscut din nou ca moștenitor, la moartrea unchiului său, în 592, el a luat în stăpânire Burgundia. Scăpat de sub mâna dirguitoare a lui Guntram Childebert, l-a atacat imediat pe fiul mai mic și succesor al Chilperic, pe Chlotar II, dar a fost înfrânt. 
A fost urmat la tron de cei doi fii ai săi, Theodebert II în Austrasia și Theodoric II în Burgundia.